# Fabio Fognini
Fabio Fognini (phát âm tiếng Ý: [ˈfaːbjo foɲˈɲiːni]; sinh ngày 24 tháng 5 năm 1987) là một cựu vận động viên quần vợt chuyên nghiệp người Ý. Anh có thứ hạng ATP đánh đơn cao nhất trong sự nghiệp là số 9 thế giới đạt được vào ngày 15 tháng 7 năm 2019. Mặt sân sở trường của Fognini là sân đất nện đỏ, và trên mặt sân này, anh đã giành được 8 trong số 9 danh hiệu đơn ATP của mình, trong đó có chức vô địch Monte-Carlo Masters 2019, cũng như lọt vào vòng tứ kết Giải quần vợt Pháp Mở rộng 2011. Với Simone Bolelli, Fognini đã vô địch nội dung đôi nam Giải quần vợt Úc Mở rộng 2015, qua đó trở thành đôi  người Ý đầu tiên vô địch Grand Slam trong Kỷ nguyên Mở.

## Cuộc sống thời thơ ấu
Fognini là con của Silvana và Fulvio, một doanh nhân, và anh có một em gái. Anh bắt đầu chơi quần vợt khi mới bốn tuổi và cũng là một người hâm mộ bóng đá, ủng hộ 2 câu lạc bộ Inter Milan và Genoa. Anh cũng thích đua xe máy và là một người hâm mộ Valentino Rossi. Fognini nói tiếng Ý, tiếng Anh, tiếng Tây Ban Nha và tiếng Pháp, và biệt danh của anh là "Fogna".

## Dụng cụ chơi quần vợt và thời trang
Fognini hiện đang sử dụng vợt Babolat Pure Drive được căng bằng dây Babolat RPM Blast. Tay cầm của anh ấy là Babolat và Original.
Vào tháng 11 năm 2016, anh chuyển từ Adidas sang Hydrogen, công ty sản xuất đồ thể thao cao cấp hàng đầu của Ý. Vào tháng 1 năm 2017, Fognini đã ký hợp đồng cung cấp giày trong 3 năm với ASICS Năm 2018, Fognini và vợ Flavia Pennetta đã ký hợp đồng trở thành đại sứ cho bộ sưu tập Emporio Armani. Từ tháng 1 năm 2019 trở đi, anh mặc trang phục thể thao Emporio Armani EA7 có thiết kế táo bạo trên sân đấu.

## Phong cách chơi
Là một chuyên gia sân đất nện, Fognini được biết đến với tính khí thất thường và đáng chú ý là hay chửi thề, cũng như sự tinh tế, tốc độ và khả năng di chuyển trên sân. Anh được biết đến là đôi khi mất bình tĩnh. Anh ấy nổi tiếng vì mất bình tĩnh và đánh mất lợi thế dẫn trước 3–0 trong set cuối cùng trước Andy Murray tại Thế vận hội Mùa hè 2016. Anh ấy đã bị đuổi khỏi Giải quần vợt Mỹ mở rộng 2017 vì những lời lẽ khiếm nhã dành cho một trọng tài nữ. Fognini cũng bị chỉ trích vì hét vào mặt đối thủ vào những thời điểm quan trọng khi họ sắp thực hiện cú đánh quyết định. Anh giữ kỷ lục phạm lỗi chân khi chân chạm vào đường biên cuối sân lúc giao bóng nhiều nhất mà vẫn thắng trận: tổng cộng 12 lỗi, bao gồm cả lỗi chân kép do lỗi chân liên tiếp. Cú giao bóng của Fognini tương đối yếu và khó có thể là vũ khí đặc trưng, nhưng anh ấy quan trọng vào độ chính xác và vị trí, đồng thời cũng có khả năng đánh bóng với tốc độ trên 130 dặm/giờ trong một số trường hợp. Được biết đến với lối chơi bám biên và những cú đánh mạnh mặc dù có vóc dáng trung bình, một trong những cú đánh đặc trưng của anh là cú đánh thuận tay, mà anh sử dụng rất hiệu quả. Chiến thuật của anh thường bao gồm một cú giao bóng ra ngoài biên, tạo ra một cú trả bóng yếu, tạo điều kiện cho Fognini đánh một cú đánh quyết định gọn gàng ở phía thuận tay. Anh cũng thường xuyên sử dụng cú đánh trái tay xuống đường biên, thường là trong những khoảnh khắc quan trọng.

## Cuộc sống cá nhân
Kể từ năm 2014, Fognini đã có mối quan hệ tình cảm với đồng hương quần vợt là nữ tay vợt người Ý Flavia Pennetta, đến từ Brindisi, một cựu vận động viên đã giành chức vô địch nội dung đánh đơn Giải quần vợt Mỹ mở rộng 2015. Cặp đôi đã đính hôn vào năm 2015 và kết hôn tại Ostuni vào ngày 16 tháng 6 năm 2016. Con trai của họ chào đời vào năm 2017. Đứa con thứ hai của họ, một bé gái, chào đời vào năm 2019. Năm 2021, Pennetta sinh con gái thứ hai tại Barcelona, Tây Ban Nha.
Vào tháng 10 năm 2020, Fognini có kết quả xét nghiệm dương tính với COVID-19 và đã bình phục.
Vì họ của mình, anh được gọi là "Fogna" (thợ cống trong tiếng Ý) từ khi còn nhỏ.

### Năm 2025: Giải nghệ
Vào ngày 30 tháng 6 năm 2025, sau khi bị nhà đương kim vô địch  Carlos Alcaraz đánh bại ở vòng đầu tiên của Giải vô địch Wimbledon 2025, Fognini đã ám chỉ khả năng đây có thể là giải đấu chuyên nghiệp cuối cùng của anh. Vào ngày 9 tháng 7 năm 2025, Fognini chính thức tuyên bố giã từ sự nghiệp quần vợt.

## Chung kết Grand Slam

### Đôi: 1 (1 danh hiệu)
| Kết quả | Năm  | Giải đấu   | Mặt sân | Đồng đội       | Đối thủ                             | Tỷ số    |
| ------- | ---- | ---------- | ------- | -------------- | ----------------------------------- | -------- |
| Vô địch | 2015 | Úc Mở rộng | Cứng    | Simone Bolelli | Pierre-Hugues Herbert Nicolas Mahut | 6–4, 6–4 |

## Chung kết Masters 1000

### Đơn: 1 (1 danh hiệu)
| Kết quả | Năm  | Giải đấu            | Mặt sân | Đối thủ       | Tỷ số    |
| ------- | ---- | ------------------- | ------- | ------------- | -------- |
| Vô địch | 2019 | Monte-Carlo Masters | Đất nện | Dušan Lajović | 6–3, 6–4 |

### Đôi: 3 (3 á quân)
| Kết quả | Năm  | Giải đấu             | Mặt sân | Đồng đội       | Đối thủ                    | Tỷ số                 |
| ------- | ---- | -------------------- | ------- | -------------- | -------------------------- | --------------------- |
| Á quân  | 2015 | Indian Wells Masters | Cứng    | Simone Bolelli | Jack Sock Vasek Pospisil   | 4–6, 7–6(3–7), [7–10] |
| Á quân  | 2015 | Monte-Carlo Masters  | Đất nện | Simone Bolelli | Bob Bryan Mike Bryan       | 6–7(3–7), 1–6         |
| Á quân  | 2015 | Thượng Hải Masters   | Cứng    | Simone Bolelli | Raven Klaasen Marcelo Melo | 3–6, 3–6              |

## Chung kết sự nghiệp ATP

### Đơn: 19 (9 danh hiệu, 10 á quân)
| Giải đấu                          |
| --------------------------------- |
| Grand Slam (0–0)                  |
| ATP World Tour Finals (0–0)       |
| ATP World Tour Masters 1000 (1–0) |
| ATP World Tour 500 (1–2)          |
| ATP World Tour 250 (7–8)          |

| Mặt sân       |
| ------------- |
| Cứng (1–4)    |
| Đất nện (8–6) |
| Cỏ (0–0)      |

| Kiểu sân         |
| ---------------- |
| Ngoài trời (8–7) |
| Trong nhà (1–3)  |

| Kết quả | Thấng-Thua | Ngày             | Giải đấu                    | Cấp độ       | Mặt sân     | Đối thủ               | Tỷ số               |
| ------- | ---------- | ---------------- | --------------------------- | ------------ | ----------- | --------------------- | ------------------- |
| Á quân  | 0–1        | Th4 năm 2012     | Romanian Open, Romania      | 250 Series   | Đất nện     | Gilles Simon          | 4–6, 3–6            |
| Á quân  | 0–2        | Th9 năm 2012     | St. Petersburg Open, Nga    | 250 Series   | Cứng (i)    | Martin Kližan         | 2–6, 3–6            |
| Vô địch | 1–2        | Th7 năm 2013     | Stuttgart Open, Đức         | 250 Series   | Đất nện     | Philipp Kohlschreiber | 5–7, 6–4, 6–4       |
| Vô địch | 2–2        | Th7 năm 2013     | German Open, Đức            | 500 Series   | Đất nện     | Federico Delbonis     | 4–6, 7–6(10–8), 6–2 |
| Á quân  | 2–3        | Th7 năm 2013     | Croatia Open, Croatia       | 250 Series   | Đất nện     | Tommy Robredo         | 0–6, 3–6            |
| Vô địch | 3–3        | Th2 năm 2014     | Chile Open, Chile           | 250 Series   | Đất nện     | Leonardo Mayer        | 6–2, 6–4            |
| Á quân  | 3–4        | Th2 năm 2014     | Argentina Open, Argentina   | 250 Series   | Đất nện     | David Ferrer          | 4–6, 3–6            |
| Á quân  | 3–5        | tháng 5 năm 2014 | Bavarian Championships, Đức | 250 Series   | Đất nện     | Martin Kližan         | 6–2, 1–6, 2–6       |
| Á quân  | 3–6        | Th2 năm 2015     | Rio Open, Brazil            | 500 Series   | Đất nện     | David Ferrer          | 2–6, 3–6            |
| Á quân  | 3–7        | Th8 năm 2015     | German Open, Đức            | 500 Series   | Đất nện     | Rafael Nadal          | 5–7, 5–7            |
| Vô địch | 4–7        | Th7 năm 2016     | Croatia Open, Croatia       | 250 Series   | Đất nện     | Andrej Martin         | 6–4, 6–1            |
| Á quân  | 4–8        | Th10 năm 2016    | Kremlin Cup, Nga            | 250 Series   | Cứng (i)    | Pablo Carreño Busta   | 6–4, 3–6, 2–6       |
| Vô địch | 5–8        | Th7 năm 2017     | Swiss Open, Thụy Sĩ         | 250 Series   | Đất nện     | Yannick Hanfmann      | 6–4, 7–5            |
| Á quân  | 5–9        | Th9 năm 2017     | St. Petersburg Open, Nga    | 250 Series   | Cứng (i)    | Damir Džumhur         | 6–3, 4–6, 2–6       |
| Vô địch | 6–9        | Th3 năm 2018     | Brasil Open, Brazil         | 250 Series   | Đất nện (i) | Nicolás Jarry         | 1–6, 6–1, 6–4       |
| Vô địch | 7–9        | Th7 năm 2018     | Swedish Open, Thụy Điển     | 250 Series   | Đất nện     | Richard Gasquet       | 6–3, 3–6, 6–1       |
| Vô địch | 8–9        | Th8 năm 2018     | Los Cabos Open, Mexico      | 250 Series   | Cứng        | Juan Martín del Potro | 6–4, 6–2            |
| Á quân  | 8–10       | Th9 năm 2018     | Chengdu Open, Trung Quốc    | 250 Series   | Cứng        | Bernard Tomic         | 1–6, 6–3, 6–7(7–9)  |
| Vô địch | 9–10       | tháng 4 năm 2019 | Monte-Carlo Masters, Monaco | Masters 1000 | Đất nện     | Dušan Lajović         | 6–3, 6–4            |

### Đôi: 20 (8 danh hiệu, 12 á quân)
| Giải đấu                          |
| --------------------------------- |
| Grand Slam (1–0)                  |
| ATP World Tour Finals (0–0)       |
| ATP World Tour Masters 1000 (0–3) |
| ATP World Tour 500 (1–3)          |
| ATP World Tour 250 (6–6)          |

| Mặt sân       |
| ------------- |
| Cứng (3–4)    |
| Đất nện (5–8) |
| Cỏ (0–0)      |

| Kiểu sân          |
| ----------------- |
| Ngoài trời (7–12) |
| Trong nhà (1–0)   |

| Kết quả | Thắng-Thua | Ngày          | Giải đấu                        | Cấp độ        | Mặt sân  | Đồng đội          | Đối thủ                             | Tỷ số                 |
| ------- | ---------- | ------------- | ------------------------------- | ------------- | -------- | ----------------- | ----------------------------------- | --------------------- |
| Á quân  | 0–1        | Th7 năm 2008  | Croatia Open, Croatia           | International | Đất nện  | Carlos Berlocq    | Michal Mertiňák Petr Pála           | 6–2, 3–6, [5–10]      |
| Á quân  | 0–2        | Th2 năm 2010  | Mexican Open, Mexico            | 500 Series    | Đất nện  | Potito Starace    | Łukasz Kubot Oliver Marach          | 0–6, 0–6              |
| Vô địch | 1–2        | Th7 năm 2011  | Croatia Open, Croatia           | 250 Series    | Đất nện  | Simone Bolelli    | Marin Čilić Lovro Zovko             | 6–3, 5–7, [10–7]      |
| Á quân  | 1–3        | Th4 năm 2012  | Grand Prix Hassan II, Ma rốc    | 250 Series    | Đất nện  | Daniele Bracciali | Dustin Brown Paul Hanley            | 5–7, 3–6              |
| Vô địch | 2–3        | Th2 năm 2013  | Argentina Open, Argentina       | 250 Series    | Đất nện  | Simone Bolelli    | Nicholas Monroe Simon Stadler       | 6–3, 6–2              |
| Á quân  | 2–4        | Th2 năm 2013  | Mexican Open, Mexico            | 500 Series    | Đất nện  | Simone Bolelli    | Łukasz Kubot David Marrero          | 5–7, 2–6              |
| Á quân  | 2–5        | Th10 năm 2013 | China Open, Trung Quốc          | 500 Series    | Cứng     | Andreas Seppi     | Max Mirnyi Horia Tecău              | 4–6, 2–6              |
| Vô địch | 3–5        | Th1 năm 2015  | Australian Open, Australia      | Grand Slam    | Cứng     | Simone Bolelli    | Pierre-Hugues Herbert Nicolas Mahut | 6–4, 6–4              |
| Á quân  | 3–6        | Th3 năm 2015  | Indian Wells Masters, Mỹ        | Masters 1000  | Cứng     | Simone Bolelli    | Vasek Pospisil Jack Sock            | 4–6, 7–6(7–3), [7–10] |
| Á quân  | 3–7        | Th4 năm 2015  | Monte-Carlo Masters, Monaco     | Masters 1000  | Đất nện  | Simone Bolelli    | Bob Bryan Mike Bryan                | 6–7(3–7), 1–6         |
| Á quân  | 3–8        | Th10 năm 2015 | Shanghai Masters, Trung Quốc    | Masters 1000  | Cứng     | Simone Bolelli    | Raven Klaasen Marcelo Melo          | 3–6, 3–6              |
| Vô địch | 4–8        | Th10 năm 2016 | Shenzhen Open, Trung Quốc       | 250 Series    | Cứng     | Robert Lindstedt  | Oliver Marach Fabrice Martin        | 7–6(7–4), 6–3         |
| Á quân  | 4–9        | Th7 năm 2018  | Swedish Open, Thụy Điển         | 250 Series    | Đất nện  | Simone Bolelli    | Julio Peralta Horacio Zeballos      | 3–6, 4–6              |
| Vô địch | 5–9        | Th9 năm 2018  | St. Petersburg Open, Nga        | 250 Series    | Cứng (i) | Matteo Berrettini | Roman Jebavý Matwé Middelkoop       | 7–6(8–6), 7–6(7–4)    |
| Á quân  | 5–10       | Th1 năm 2022  | Sydney International, Australia | 250 Series    | Cứng     | Simone Bolelli    | John Peers Filip Polášek            | 5–7, 5–7              |
| Á quân  | 5–11       | Th2 năm 2022  | Argentina Open, Argentina       | 250 Series    | Đất nện  | Horacio Zeballos  | Santiago González Andrés Molteni    | 1–6, 1–6              |
| Vô địch | 6–11       | Th2 năm 2022  | Rio Open, Brazil                | 500 Series    | Đất nện  | Simone Bolelli    | Jamie Murray Bruno Soares           | 7–5, 6–7(2–7), [10–6] |
| Á quân  | 6–12       | Th7 năm 2022  | Swedish Open, Thụy Điển         | 250 Series    | Đất nện  | Simone Bolelli    | Rafael Matos David Vega Hernández   | 4–6, 6–3, [11–13]     |
| Vô địch | 7–12       | Th7 năm 2022  | Croatia Open, Croatia           | 250 Series    | Đất nện  | Simone Bolelli    | Lloyd Glasspool Harri Heliövaara    | 5–7, 7–6(8–6), [10–7] |
| Vô địch | 8–12       | Th2 năm 2023  | Argentina Open, Argentina       | 250 Series    | Đất nện  | Simon Bolelli     | Nicolás Barrientos Ariel Behar      | 6–2, 6–4              |

## Thống kê sự nghiệp
| VĐ | CK | BK | TK | V# | RR | Q# | A |  | Z# | PO | G | F-S | SF-B | NMS | NH |

### Đơn
Tính đến Madrid Masters 2019.
| Tournament                  | 2005          | 2006          | 2007          | 2008     | 2009          | 2010          | 2011          | 2012  | 2013          | 2014          | 2015          | 2016  | 2017          | 2018          | 2019          | SR          | T–B         | % Thắng     |
| --------------------------- | ------------- | ------------- | ------------- | -------- | ------------- | ------------- | ------------- | ----- | ------------- | ------------- | ------------- | ----- | ------------- | ------------- | ------------- | ----------- | ----------- | ----------- |
| Grand Slam                  |               |               |               |          |               |               |               |       |               |               |               |       |               |               |               |             |             |             |
| Úc Mở rộng                  | A             | A             | Q1            | 1R       | 2R            | 1R            | 1R            | 1R    | 1R            | 4R            | 1R            | 1R    | 2R            | 4R            | 3R            | 0 / 12      | 10–12       | 45%         |
| Pháp Mở rộng                | A             | A             | 1R            | A        | 1R            | 3R            | QF            | 3R    | 3R            | 3R            | 2R            | 1R    | 3R            | 4R            |               | 0 / 11      | 18–10       | 64%         |
| Wimbledon                   | A             | A             | A             | 1R       | 2R            | 3R            | A             | 2R    | 1R            | 3R            | 2R            | 2R    | 3R            | 3R            |               | 0 / 10      | 12–10       | 55%         |
| Mỹ Mở rộng                  | A             | Q1            | Q3            | 1R       | 1R            | 1R            | 2R            | 3R    | 1R            | 2R            | 4R            | 2R    | 1R            | 2R            |               | 0 / 11      | 9–11        | 45%         |
| Thắng–Bại                   | 0–0           | 0–0           | 0–1           | 0–3      | 2–4           | 4–4           | 5–2           | 5–4   | 2–4           | 8–4           | 5–4           | 2–4   | 5–4           | 9–4           | 2–1           | 0 / 44      | 49–43       | 53%         |
| Đại diện quốc gia           |               |               |               |          |               |               |               |       |               |               |               |       |               |               |               |             |             |             |
| Thế vận hội Mùa hè          | Không tổ chức | Không tổ chức | Không tổ chức | A        | Không tổ chức | Không tổ chức | Không tổ chức | 1R    | Không tổ chức | Không tổ chức | Không tổ chức | 3R    | Không tổ chức | Không tổ chức | Không tổ chức | 0 / 2       | 2–2         | 50%         |
| Davis Cup                   | A             | A             | A             | Z1       | PO            | 1R            | PO            | PO    | QF            | SF            | 1R            | QF    | QF            | QF            |               | 0 / 7       | 21–8        | 72%         |
| ATP World Tour Masters 1000 |               |               |               |          |               |               |               |       |               |               |               |       |               |               |               |             |             |             |
| Indian Wells Masters        | A             | A             | Q2            | 2R       | 1R            | 2R            | 1R            | A     | 2R            | 4R            | 2R            | A     | 3R            | 2R            | 2R            | 0 / 10      | 7–10        | 41%         |
| Miami Open                  | A             | A             | A             | A        | Q1            | 1R            | 1R            | A     | 3R            | 4R            | 2R            | A     | SF            | 3R            | 3R            | 0 / 8       | 10–8        | 56%         |
| Monte-Carlo Masters         | A             | A             | Q1            | A        | 3R            | 1R            | 2R            | 2R    | SF            | 3R            | 2R            | 1R    | 1R            | 2R            | W             | 1 / 11      | 17–10       | 63%         |
| Madrid Open                 | A             | A             | A             | 1R       | 2R            | 1R            | Q1            | 1R    | 1R            | 1R            | 2R            | 2R    | 2R            | 1R            | 3R            | 0 / 11      | 6–11        | 35%         |
| Internazionali BNL d'Italia | Q1            | 1R            | Q2            | A        | 2R            | 1R            | 1R            | 2R    | 2R            | 1R            | 3R            | 1R    | 3R            | QF            |               | 0 / 11      | 10–11       | 48%         |
| Rogers Cup                  | A             | A             | 3R            | A        | A             | 2R            | 1R            | 2R    | 2R            | 2R            | 1R            | 2R    | A             | 2R            |               | 0 / 9       | 8–9         | 47%         |
| Cincinnati Masters          | A             | A             | A             | A        | A             | Q2            | 2R            | 1R    | 1R            | QF            | 1R            | 1R    | 2R            | A             |               | 0 / 7       | 5–7         | 42%         |
| Thượng Hải Masters          | Not Held      | Not Held      | Not Held      | Not Held | 2R            | A             | 1R            | 1R    | 3R            | 1R            | 2R            | 2R    | 3R            | A             |               | 0 / 8       | 7–8         | 47%         |
| Paris Masters               | A             | A             | A             | A        | A             | 2R            | 1R            | Q1    | 2R            | 2R            | 1R            | 1R    | A             | 3R            |               | 0 / 7       | 1–7         | 13%         |
| Thắng–Bại                   | 0–0           | 0–1           | 2–1           | 1–2      | 5–5           | 3–7           | 2–8           | 3–6   | 10–9          | 10–9          | 5–9           | 3–7   | 13–7          | 6–7           | 8–3           | 1 / 82      | 71–81       | 47%         |
| Thống kê sự nghiệp          |               |               |               |          |               |               |               |       |               |               |               |       |               |               |               |             |             |             |
|                             | 2005          | 2006          | 2007          | 2008     | 2009          | 2010          | 2011          | 2012  | 2013          | 2014          | 2015          | 2016  | 2017          | 2018          | 2019          | Sự nghiệp   | Sự nghiệp   | Sự nghiệp   |
| Giải đấu                    | 1             | 5             | 7             | 17       | 26            | 25            | 28            | 24    | 28            | 25            | 25            | 23    | 24            | 25            | 10            | 293         | 293         | 293         |
| Danh hiệu                   | 0             | 0             | 0             | 0        | 0             | 0             | 0             | 0     | 2             | 1             | 0             | 1     | 1             | 3             | 1             | 9           | 9           | 9           |
| Chung kết                   | 0             | 0             | 0             | 0        | 0             | 0             | 0             | 2     | 3             | 3             | 2             | 2     | 2             | 4             | 1             | 19          | 19          | 19          |
| Tổng số Thắng–Bại           | 0–1           | 2–5           | 5–7           | 16–18    | 20–26         | 16–26         | 25–27         | 22–24 | 42–27         | 40–26         | 32–26         | 26–23 | 36–23         | 46–22         | 11–9          | 9 / 293     | 339–290     | 54%         |
| Xếp hạng cuối năm           | 305           | 247           | 95            | 88       | 54            | 55            | 48            | 45    | 16            | 20            | 21            | 49    | 27            | 13            |               | $12,822,517 | $12,822,517 | $12,822,517 |

- Note – 2011 French Open counts as 4 wins, 0 losses. Novak Djokovic received a walkover in the quarterfinal, after Fognini withdrew because of muscle tear,[27] which does not count as a Fognini loss (nor a Djokovic win).

### Đôi
| Tournament                  | 2005                     | 2006                     | 2007                     | 2008                     | 2009                     | 2010                     | 2011                     | 2012                     | 2013                     | 2014                     | 2015          | 2016                     | 2017                     | 2018                     | 2019          | SR      | W–L     | Win %  |
| --------------------------- | ------------------------ | ------------------------ | ------------------------ | ------------------------ | ------------------------ | ------------------------ | ------------------------ | ------------------------ | ------------------------ | ------------------------ | ------------- | ------------------------ | ------------------------ | ------------------------ | ------------- | ------- | ------- | ------ |
| Grand Slam tournaments      |                          |                          |                          |                          |                          |                          |                          |                          |                          |                          |               |                          |                          |                          |               |         |         |        |
| Úc Mở rộng                  | A                        | A                        | A                        | 2R                       | 2R                       | 2R                       | 1R                       | 2R                       | SF                       | 2R                       | W             | 2R                       | 1R                       | 2R                       | A             | 1 / 11  | 17–10   | 64%    |
| Pháp Mở rộng                | A                        | A                        | A                        | A                        | 2R                       | 1R                       | 2R                       | 1R                       | 1R                       | 2R                       | SF            | 1R                       | 1R                       | 1R                       |               | 0 / 10  | 7–10    | 41%    |
| Wimbledon                   | A                        | A                        | A                        | A                        | 1R                       | 1R                       | A                        | 1R                       | 1R                       | 2R                       | 1R            | 1R                       | 1R                       | A                        |               | 0 / 8   | 1–8     | 11%    |
| Mỹ Mở rộng                  | A                        | A                        | A                        | 1R                       | 1R                       | A                        | SF                       | 1R                       | 2R                       | 1R                       | 1R            | 2R                       | 3R                       | 2R                       |               | 0 / 10  | 9–9     | 50%    |
| Thắng–Bại                   | 0–0                      | 0–0                      | 0–0                      | 1–2                      | 2–4                      | 1–3                      | 5–3                      | 1–4                      | 5–4                      | 3–4                      | 10–3          | 2–4                      | 2–3                      | 2–3                      | 0–0           | 1 / 39  | 34–37   | 48%    |
| Giải đấu cuối năm           |                          |                          |                          |                          |                          |                          |                          |                          |                          |                          |               |                          |                          |                          |               |         |         |        |
| ATP Finals                  | Không vượt qua vòng loại | Không vượt qua vòng loại | Không vượt qua vòng loại | Không vượt qua vòng loại | Không vượt qua vòng loại | Không vượt qua vòng loại | Không vượt qua vòng loại | Không vượt qua vòng loại | Không vượt qua vòng loại | Không vượt qua vòng loại | RR            | Không vượt qua vòng loại | Không vượt qua vòng loại | Không vượt qua vòng loại |               | 0 / 1   | 1–2     | 33%    |
| Đại diện quốc gia           |                          |                          |                          |                          |                          |                          |                          |                          |                          |                          |               |                          |                          |                          |               |         |         |        |
| Thế vận hội Mùa hè          | Không tổ chức            | Không tổ chức            | Không tổ chức            | A                        | Không tổ chức            | Không tổ chức            | Không tổ chức            | A                        | Không tổ chức            | Không tổ chức            | Không tổ chức | QF                       | Không tổ chức            | Không tổ chức            | Không tổ chức | 0 / 1   | 2–1     | 67%    |
| Davis Cup                   | A                        | A                        | A                        | Z1                       | PO                       | 1R                       | PO                       | PO                       | QF                       | SF                       | 1R            | QF                       | QF                       | QF                       |               | 0 / 7   | 7–5     | 58%    |
| ATP World Tour Masters 1000 |                          |                          |                          |                          |                          |                          |                          |                          |                          |                          |               |                          |                          |                          |               |         |         |        |
| Indian Wells Masters        | A                        | A                        | A                        | A                        | A                        | A                        | A                        | A                        | 1R                       | 1R                       | F             | A                        | A                        | 2R                       | SF            | 0 / 5   | 8–5     | 62%    |
| Miami Open                  | A                        | A                        | A                        | A                        | A                        | A                        | A                        | A                        | A                        | 1R                       | 2R            | A                        | 1R                       | A                        | A             | 0 / 3   | 1–3     | 25%    |
| Monte-Carlo Masters         | A                        | A                        | A                        | A                        | A                        | A                        | A                        | 1R                       | 1R                       | 2R                       | F             | 1R                       | 2R                       | SF                       | 1R            | 0 / 8   | 8–8     | 50%    |
| Madrid Open                 | A                        | A                        | A                        | A                        | A                        | A                        | A                        | 1R                       | 1R                       | 1R                       | 1R            | 1R                       | 2R                       | 2R                       | 1R            | 0 / 8   | 2–8     | 20%    |
| Internazionali BNL d'Italia | A                        | A                        | A                        | A                        | 2R                       | A                        | SF                       | 1R                       | 1R                       | 1R                       | 2R            | 1R                       | A                        | 1R                       |               | 0 / 8   | 4–8     | 33%    |
| Rogers Cup                  | A                        | A                        | A                        | A                        | A                        | A                        | A                        | 2R                       | 1R                       | 2R                       | 2R            | A                        | A                        | A                        |               | 0 / 4   | 3–4     | 43%    |
| Cincinnati Masters          | A                        | A                        | A                        | A                        | A                        | A                        | A                        | A                        | 1R                       | 1R                       | 2R            | A                        | 2R                       | A                        |               | 0 / 4   | 1–4     | 20%    |
| Thượng Hải Masters          | Not Held                 | Not Held                 | Not Held                 | Not Held                 | A                        | A                        | 2R                       | 1R                       | 2R                       | 1R                       | F             | A                        | 2R                       | A                        |               | 0 / 6   | 5–6     | 45%    |
| Paris Masters               | A                        | A                        | A                        | A                        | A                        | A                        | A                        | A                        | 2R                       | A                        | A             | A                        | A                        | 1R                       |               | 0 / 2   | 1–2     | 33%    |
| Thắng–Bại                   | 0–0                      | 0–0                      | 0–0                      | 0–0                      | 1–1                      | 0–0                      | 4–2                      | 1–5                      | 2–8                      | 2–8                      | 12–8          | 0–3                      | 4–5                      | 4–5                      | 3–3           | 0 / 48  | 33–48   | 41%    |
| Thống kê sự nghiệp          |                          |                          |                          |                          |                          |                          |                          |                          |                          |                          |               |                          |                          |                          |               |         |         |        |
|                             | 2005                     | 2006                     | 2007                     | 2008                     | 2009                     | 2010                     | 2011                     | 2012                     | 2013                     | 2014                     | 2015          | 2016                     | 2017                     | 2018                     | 2019          | Career  | Career  | Career |
| Danh hiệu                   | 0                        | 0                        | 0                        | 0                        | 0                        | 0                        | 1                        | 0                        | 1                        | 0                        | 1             | 1                        | 0                        | 1                        | 0             | 5       | 5       | 5      |
| Chung kết                   | 0                        | 0                        | 0                        | 1                        | 0                        | 1                        | 1                        | 1                        | 3                        | 0                        | 4             | 1                        | 0                        | 2                        | 0             | 14      | 14      | 14     |
| Tổng số Thắng–Bại           | 0–0                      | 0–1                      | 0–1                      | 10–10                    | 4–7                      | 5–12                     | 26–16                    | 11–18                    | 23–22                    | 15–21                    | 30–19         | 8–12                     | 14–18                    | 14–12                    | 3–4           | 163–173 | 163–173 | 49%    |
| Xếp hạng cuối năm           | 1683                     | 381                      | 499                      | 133                      | 212                      | 138                      | 34                       | 111                      | 36                       | 57                       | 10            | 174                      | 96                       | 77                       |               |         |         |        |

## Thắng tay vợt trong top 10
- Anh có thành tích đối đầu với các tay vợt này là 14–55 (.203), tại thời điểm trận đấu diễn ra, đứng trong top 10.

| Năm   | 2004 | 2005 | 2006 | 2007 | 2008 | 2009 | 2010 | 2011 | 2012 | 2013 | 2014 | 2015 | 2016 | 2017 | 2018 | 2019 | Tổng số |
| ----- | ---- | ---- | ---- | ---- | ---- | ---- | ---- | ---- | ---- | ---- | ---- | ---- | ---- | ---- | ---- | ---- | ------- |
| Thắng | 0    | 0    | 0    | 0    | 0    | 0    | 1    | 0    | 0    | 2    | 1    | 3    | 0    | 3    | 2    | 2    | 14      |

| #    | Tay vợt               | Xếp hạng | Giải đấu                     | Mặt sân | Vg | Tỷ số                         | Xếp hạng của FF |
| ---- | --------------------- | -------- | ---------------------------- | ------- | -- | ----------------------------- | --------------- |
| 2010 |                       |          |                              |         |    |                               |                 |
| 1.   | Fernando Verdasco     | 9        | Wimbledon, Luân Đôn, Anh     | Cỏ      | V1 | 7–6(11–9), 6–2, 6–7(6–8), 6–4 | 80              |
| 2013 |                       |          |                              |         |    |                               |                 |
| 2.   | Tomas Berdych         | 6        | Monte Carlo, Monaco          | Đất nện | V3 | 6–4, 6–2                      | 32              |
| 3.   | Richard Gasquet       | 9        | Monte Carlo, Monaco          | Đất nện | TK | 7–6(7–0), 6–2                 | 32              |
| 2014 |                       |          |                              |         |    |                               |                 |
| 4.   | Andy Murray           | 8        | Davis Cup, Naples, Ý         | Đất nện | VB | 6–3, 6–3, 6–4                 | 13              |
| 2015 |                       |          |                              |         |    |                               |                 |
| 5.   | Rafael Nadal          | 3        | Rio de Janeiro, Brasil       | Đất nện | BK | 1–6, 6–2, 7–5                 | 28              |
| 6.   | Rafael Nadal          | 4        | Barcelona, Tây Ban Nha       | Đất nện | V3 | 6–4, 7–6(8–6)                 | 30              |
| 7.   | Rafael Nadal          | 8        | Mỹ Mở rộng, New York, Hoa Kỳ | Cứng    | V3 | 3–6, 4–6, 6–4, 6–3, 6–4       | 32              |
| 2017 |                       |          |                              |         |    |                               |                 |
| 8.   | Jo-Wilfried Tsonga    | 8        | Indian Wells, Hoa Kỳ         | Cứng    | V2 | 7–6(7–4), 3–6, 6–4            | 43              |
| 9.   | Kei Nishikori         | 4        | Miami, Hoa Kỳ                | Cứng    | TK | 6–4, 6–2                      | 40              |
| 10.  | Andy Murray           | 1        | Rome, Ý                      | Đất nện | V2 | 6–2, 6–4                      | 29              |
| 2018 |                       |          |                              |         |    |                               |                 |
| 11.  | Dominic Thiem         | 8        | Rome, Ý                      | Đất nện | V2 | 6–4, 1–6, 6–3                 | 21              |
| 12.  | Juan Martín del Potro | 4        | Los Cabos, México            | Cứng    | CK | 6–4, 6–2                      | 15              |
| 2019 |                       |          |                              |         |    |                               |                 |
| 13.  | Alexander Zverev      | 3        | Monte Carlo, Monaco          | Đất nện | V3 | 7–6(8-6), 6-1                 | 18              |
| 14.  | Rafael Nadal          | 2        | Monte Carlo, Monaco          | Đất nện | BK | 6–4, 6–2                      | 18              |